# Vera Vincke
Vera Vincke (Temse, 27 marzo 1954) è un'ex cestista belga.

## Carriera
Con il Belgio ha disputato i Campionati europei del 1976.